# Krämerbrückenfest

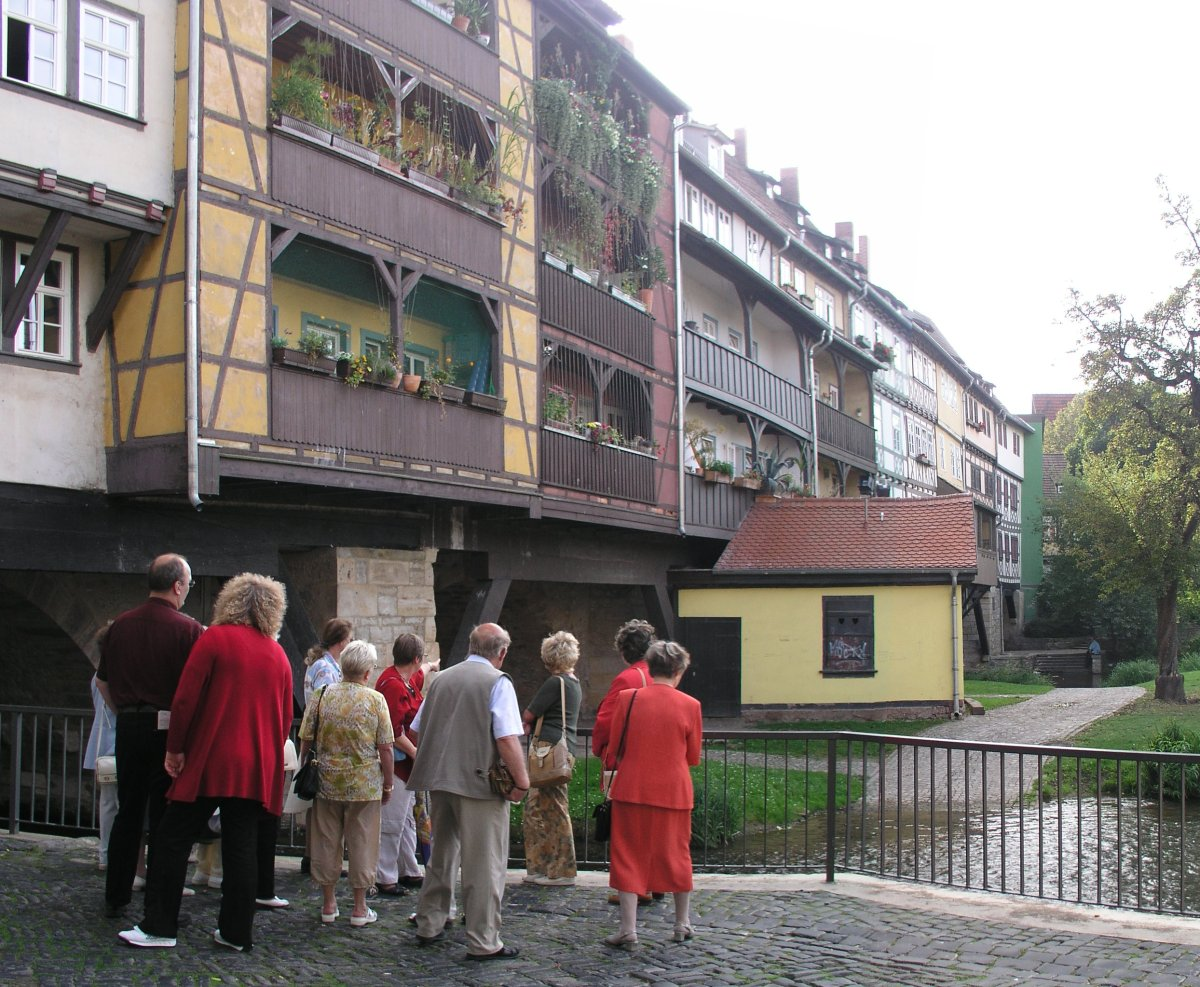
Besucher an der Krämerbrücke

Das Krämerbrückenfest ist ein Straßenfest in der thüringischen Landeshauptstadt Erfurt.
Es wird jährlich am dritten Juniwochenende veranstaltet und bezeichnet sich als das größte Altstadtfest Thüringens. Im Jahr 1975 wurde es erstmals veranstaltet.
Benannt ist es nach der Krämerbrücke, einer Hauptsehenswürdigkeit der Stadt Erfurt – einst mittelalterlicher Handelsplatz, der auf einer Brücke über dem Fluss Gera errichtet wurde. Als Veranstaltungsorte des Krämerbrückenfestes werden inzwischen auch die angrenzenden Altstadtquartiere genutzt.
Im Mittelpunkt des Krämerbrückenfestes steht der „Mittelaltermarkt“.  Daneben gibt es Vorführungen von alten Handwerkstechniken, Schwert- und Schaukämpfe, Possenspiele in der Tradition von Hans Wurst und Till Eulenspiegel sowie der Auftritt von Bänkelsängern. Auf dem Domplatz findet gleichzeitig ein Rummel mit modernen Jahrmarktsattraktionen statt und in der gesamten Altstadt finden sich zahlreiche weitere Verkaufsstände.
Das aus einer privaten Initiative entstandene Fest wird heute von der Kulturdirektion der Stadtverwaltung Erfurt organisiert und hat 100.000 bis 150.000 Besucher.